# الکس ساکسون
الکس ساکسون (به انگلیسی: Alex Saxon) یک بازیگر آمریکایی است که از بهترین نقش‌های او می‌توان به وایات در پرورشگاهی‌ها و مکس در سریال در جستجوی کارتر اشاره کرد.

## زندگی شخصی
الکس ساکسون در لیبرتی، میزوری، ایالات متحده، حومه شهر کانزاس بزرگ شد.
در سال ۲۰۱۳، ساکسون در سریال پرورشگاهی‌ها، نقش وایات و نقش مکس را در سریال در جستجوی کارتر بازی کرد که مورد توجه زیادی قرار گرفت. ساکسون در ابتدا، فقط برای قسمت آزمایشی این سریال استخدام شده بود، اما پس از آنکه تری مینسکی، تحت تأثیر صحنه اول خود قرار گرفت، به‌طور کامل به سریال بازگشت. بعداً توسط مینسکی مطلع شد که شخصیت او تا پایان فصل اول کشته می‌شود. اما یک ماه بعد، به او گفته شد که تصمیم عوض شده‌است زیرا مینسکی و مدیران شبکه دریافته بودند که ساکسون به عنوان شخصیت مکس بسیار دوست داشتنی است.

## فیلم‌ها
| سال           | عنوان فیلم      | نقش           | یادداشت                      |
| ------------- | --------------- | ------------- | ---------------------------- |
| ۲۰۱۳          | شکستگی استخوان  | برندون        | فیلم                         |
| ۲۰۱۳–۲۰۱۵     | ری داناوان      | کلویی         | ۲ اپیزود                     |
| ۲۰۱۳–۲۰۱۵     | پرورشگاهی‌ها     | وایات         | ۱۷ اپیزود                    |
| ۲۰۱۴–۲۰۱۵     | در جستجوی کارتر | مکس           | فصل ۱ (اصلی) فصل ۲ (دوره ای) |
| ۲۰۱۵          | منتالیست        | گابریل آزبورن | فصل ۷ اپیزود ۱۱              |
| ۲۰۱۹ تا اکنون | نانسی درو       | آیس           | نقش اصلی                     |